# Anatole de Monzie

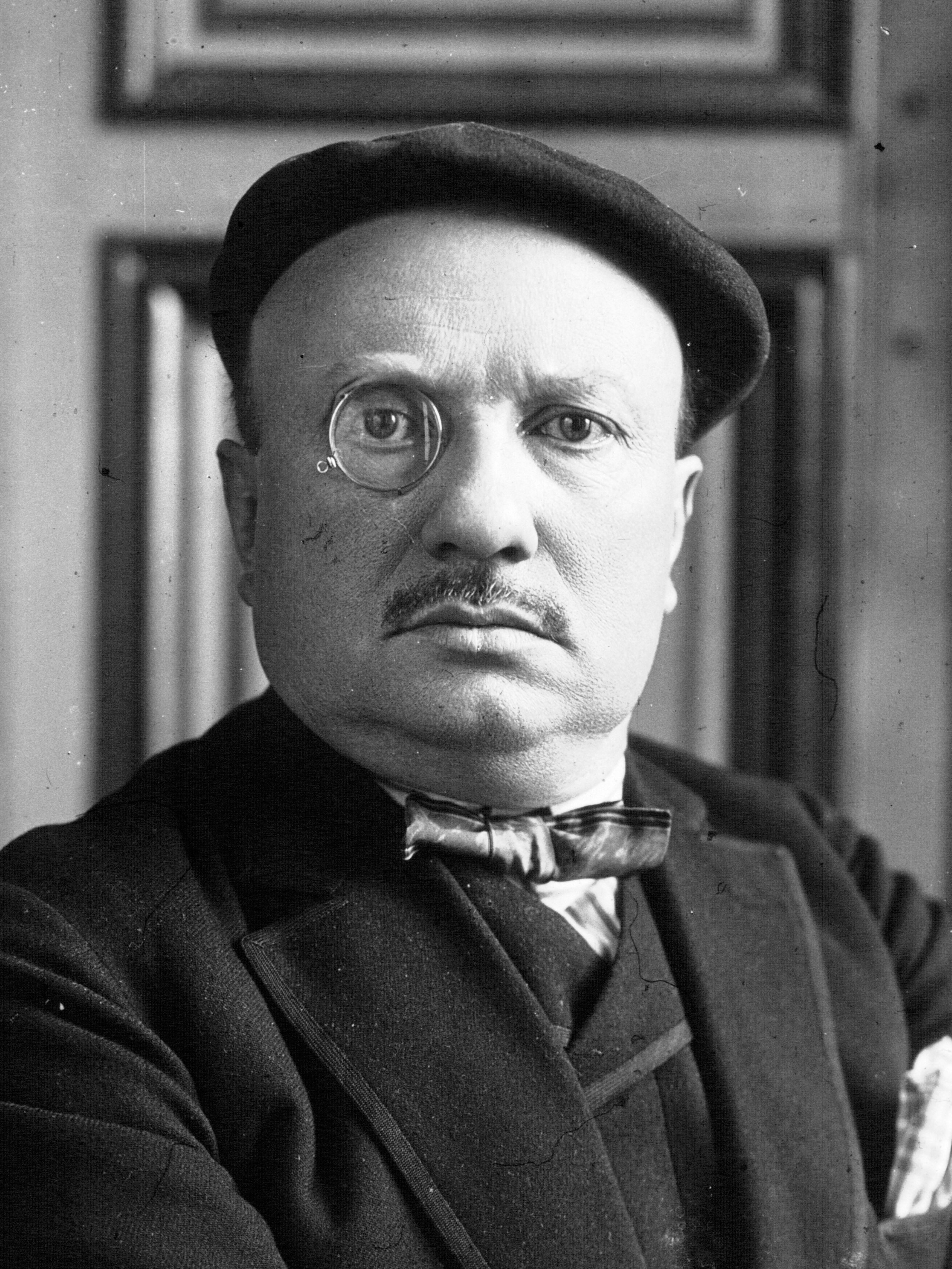
Anatole de Monzie 1925

Anatole de Monzie (* 22. November 1876 in Bazas, Département Gironde; † 11. Januar 1947 in Paris) war ein französischer Politiker der Parti socialiste français. Er war zwischen 1909 und 1919 sowie 1929 bis 1940 Mitglied der Abgeordnetenkammer, von 1920 bis 1929 Senator. In der Zwischenkriegszeit hatte er verschiedene Ministerämter inne.

## Jugend und Ausbildung
Anatole de Monzie war der Sohn eines Steuerdirektors. Seine Familie stammte aus dem Périgord und war in de Monzies eigenen Worten „von niederem Adel und altem Vermögen“. Er besuchte das Lycée in Agen und das Collège Stanislas in Paris, wo er sich mit Henry de Jouvenel und Marc Sangnier anfreundete. Nach dem Studium der Philosophie und der Rechtswissenschaften erwarb er an der Universität Paris 1895 die Licence ès lettres und 1897 die Licence de droit. Er arbeitete zunächst als Schreiber bei einem Rechtsanwalt und wurde dann 1900 selbst Rechtsanwalt bei der Anwaltskammer in Paris.

## Politische Karriere in der Dritten Republik
Er begann seine politische Laufbahn als Kabinettschef (Büroleiter) von Joseph Chaumié, Senator des Départements Lot-et-Garonne, der ab 1902 Minister (für Bildung, später für Justiz) in den Regierungen Combes und Rouvier war. Parallel dazu wurde er 1904 im Alter von 28 Jahren als Vertreter des Wahlkreises Kanton Castelnau-Montratier in den Generalrat des Département Lot gewählt. 1909 wurde er als Vertreter von Cahors in die französische Abgeordnetenkammer gewählt, wo er sich der kleinen republikanisch-sozialistischen Fraktion anschloss, der er bis 1919 angehörte. 
Seine ministerielle Laufbahn begann er 1913 als Staatssekretär (Sous-sécretaire d’État) für die Handelsmarine in der Regierung Barthou. Diese Position hatte er erneut von September bis November 1917. Von 1919 bis 1942 war de Monzie Bürgermeister von Cahors und von 1919 bis 1940 Präsident des Generalrats des Departements Lot. Zudem war er von 1920 bis 1929 Senator des Departements Lot und von 1929 bis 1940 erneut Abgeordneter.
In der Abgeordnetenkammer zeichnete sich de Monzie insbesondere durch seine Kampagne für die Wiederaufnahme diplomatischer Beziehungen mit dem Heiligen Stuhl und 1922 für die Anerkennung der Sowjetunion durch Frankreich aus. So war es nur folgerichtig, dass er den Vorsitz des Ausschusses für russische Angelegenheiten (1924–1927) übernahm, der die – letztlich ergebnislosen – Verhandlungen mit dem sowjetischen Regime über die Entschädigung der Inhaber russischer Anleihen wieder aufnahm und dass er die französische Delegation bei der französisch-sowjetischen Konferenz im September 1927 leitete. Insgesamt amtierte er zwischen 1925 und 1940 neunzehnmal als Minister. Er war jeweils kurzzeitig Minister für Finanzen (April 1925 und Juli 1926), Bildung (April bis Oktober 1925 und Juni 1932 bis Januar 1934), Justiz (Oktober 1925) sowie öffentliche Arbeiten (Oktober 1925 bis Juni 1926 und August 1938 bis Juni 1940).
Als Bildungs- und Erziehungsminister verbot er in einem Rundschreiben vom 14. August 1925 strikt den Unterricht von Regionalsprachen in der Schule: „Die laizistische Schule darf ebenso wenig wie die Konkordatskirche konkurrierende Sprechweisen einer französischen Sprache aufnehmen, deren eifersüchtiger Kult nie genug Altäre haben kann.“ Parallel dazu erklärte er 1925 bei der Einweihung des bretonischen Pavillons auf der Internationalen Ausstellung für moderne dekorative und industrielle Kunst in Paris: „Für die sprachliche Einheit Frankreichs muss die bretonische Sprache verschwinden.“
Monzie ist heute vor allem durch seine Arbeit als Bildungsminister bekannt – das Ministerium wurde unter seiner Leitung von „Ministerium für öffentliche Bildung und schöne Künste“ in „Bildungsministerium“ umbenannt. 1932 führte er den kostenlosen Sekundarunterricht für Mädchen ein. (Der Unterricht war bereits durch das „Gesetz von Sée “ von 1880 eingeführt worden.) Ab 1933 war er an der Gründung mehrerer öffentlicher Bildungsinstitute beteiligt. Er führte zu dieser Zeit aber auch eine Kontroverse mit dem kommunistischen Pädagogen Célestin Freinet, der deshalb das Ministerium verließ. Monzie war daraufhin als „Handlanger der Bourgoisie“ verschrien – Freinets Schwiegersohn Jacques Bens sprach davon, dass „die Honoratioren von Saint-Paul-de-Vence ... von Anatole de Monzie, dem mittelmäßigen Erziehungsminister, die Versetzung Freinets im Interesse der laizistischen Schule durchsetzten.“
1935 war er an der Gründung der Union socialiste républicaine beteiligt.

## Kollaboration und Tod
De Monzie stimmte am 10. Juli 1940 für die verfassungsgebenden Vollmachten Pétains, was er (laut der Zeitung von Marcel Déat) mit der Formel Talleyrands rechtfertigte: „Man musste retten, was man retten konnte“. Seine politische Karriere dauerte bis zum Februar 1942 und endete mit seinem erzwungenen Rücktritt als Bürgermeister von Cahors.
Während der nationalsozialistischen Besatzung arbeitet er in der Redaktion der kollaborationistischen Le Rouge et le Bleu, revue de la pensée socialiste française 1940 wurde er von Vichy zum Vorsitzenden des Verwaltungsrates des Conservatoire national des arts et métiers ernannt, ein Amt, das er bis 1944 innehatte. Nach und nach löste er sich von der Politik des Vichy-Regimes und zog sich in eine gewisse Verbitterung zurück, die er in La saison des juges zum Ausdruck brachte. Im Herbst 1945 wurde er vom Comité national des écrivains auf den Index gesetzt.
Im November 1943, als die Gaullisten gerade eine beratende Versammlung in Algier eingerichtet hatten, versammelte de Monzie mehrere Parlamentarier um sich, um eine Lösung für das Ende von Vichy vorzuschlagen, die eine gaullistische Macht verhindern sollte. In einem Brief an Pétain schlugen sie vor, die Nationalversammlung vom Juli 1940 wieder einzuberufen, um die Regierungsfrage zu klären, doch Pétain lehnte ab. In seinen Memoiren wischt de Gaulle rückblickend diese Forderung beiseite, die im Übrigen zu einer noch zwingenderen Einmischung der Besatzer in die Vichy-Regierung führte: „Sie beriefen sich auf ihr Mandat - als ob sie es nicht verraten hätten“.
Er starb am 11. Januar 1947 nach einer schmerzhaften Krankheit im siebten Arrondissement von Paris. Sein Grab in Saint-Jean-Lespinasse trägt die von ihm selbst gewählte Grabinschrift: „Crois, fais et passe“ (Glaube, tue und gehe). In Saint-Céré (Lot) wurde eine Stele zu seinem Gedenken errichtet.
De Monzie hinterließ eine Vielzahl von schriftstellerischen Werken. Sein Mitarbeiter Louis Planté widmete ihm 1956 ein Buch, das von der Académie française mit einem Preis ausgezeichnet wurde: Anatole de Monzie, un grand seigneur de la politique.
Das „Lycée Anatole-de-Monzie“ in Bazas wurde 2021 wegen der Vergangenheit Monzies als Kollaborateur in „Lycée Gisèle-Halimi“ umbenannt.